# Liga Mistrzów UEFA (2020/2021)/Faza kwalifikacyjna
Artykuł prezentuje szczegółowe dane dotyczące rozegranych meczów które miały na celu wyłonienie 6 drużyn piłkarskich, które wezmą udział w fazie grupowej Ligi Mistrzów UEFA 2020/2021. Faza kwalifikacyjna trwała od 8 sierpnia do 30 września 2020.

## Terminarz
| Faza          | Runda                         | Data losowania   | Pierwszy mecz       | Drugi mecz          |
| ------------- | ----------------------------- | ---------------- | ------------------- | ------------------- |
| Runda wstępna | Półfinały rundy               | 17 lipca 2020    | 8 sierpnia 2020     | 8 sierpnia 2020     |
| Runda wstępna | Finał rundy                   | 17 lipca 2020    | 11 sierpnia 2020    | 11 sierpnia 2020    |
| Kwalifikacje  | Pierwsza runda kwalifikacyjna | 9 sierpnia 2020  | 18-19 sierpnia 2020 | 18-19 sierpnia 2020 |
| Kwalifikacje  | Druga runda kwalifikacyjna    | 10 sierpnia 2020 | 25-26 sierpnia 2020 | 25-26 sierpnia 2020 |
| Kwalifikacje  | Trzecia runda kwalifikacyjna  | 31 sierpnia 2020 | 15-16 września 2020 | 15-16 września 2020 |
| Play-off      | Play-off                      | 1 września 2020  | 22-23 września 2020 | 29-30 września 2020 |

## Runda wstępna
Do startu w Rundzie wstępnej zostały uprawnione 4 drużyny. Runda została podzielona na półfinały i finał. W tej rundzie zespoły grały tylko jeden mecz. Drużyny, które przegrały w tej rundzie, otrzymały prawo gry w II rundzie kwalifikacyjnej Ligi Europy UEFA.

### Podział na koszyki
| Drużyny rozstawione    |       |
| Drużyna                | Wsp.  |
| Linfield F.C.          | 4.250 |
| Drita Gnjilane         | 1.500 |
| Drużyny nierozstawione |       |
| Drużyna                | Wsp.  |
| SP Tre Fiori           | 1.500 |
| Inter Club d’Escaldes  | 0.566 |

### Pary rundy wstępnej
| Drużyna 1       | Wynik           | Drużyna 2             |
| Półfinały rundy | Półfinały rundy | Półfinały rundy       |
| --------------- | --------------- | --------------------- |
| SP Tre Fiori    | 0:2             | Linfield F.C.         |
| Drita Gnjilane  | 2:1             | Inter Club d’Escaldes |
| Finał rundy     |                 |                       |
| Drita Gnjilane  | 0:3 (wo.)       | Linfield F.C.         |

### Półfinały rundy
| 18 sierpnia 2020 | SP Tre Fiori | 0:2   | Linfield F.C.           |                                                                 |
| 15:00 CEST       |              | (0:0) | 71' Héry · 83' Manzinga | Centre sportif de Colovray, Nyon Widzów: 0 Sędzia: Balázs Berke |

| 28 sierpnia 2020 | Drita Gnjilane             | 2:1   | Inter Club d’Escaldes |                                                                       |
| 19:30 CEST       | Shabani 21' · Namani 45+3' | (2:1) | 29' García            | Centre sportif de Colovray, Nyon Widzów: 0 Sędzia: Robert Ian Jenkins |

### Finał rundy
| 11 sierpnia 2020 | Drita Gnjilane | 0:3 (wo.) | Linfield F.C. |                                                                         |
| 18:00 CEST       |                |           |               | Centre sportif de Colovray, Nyon Widzów: 0 Sędzia: Ioannis Papadopoulos |

## I runda kwalifikacyjna
Do startu w I rundzie kwalifikacyjnej zostały uprawnione 34 drużyny (1 z poprzedniej rundy), z czego 17 zostało rozstawionych. Drużyny, które przegrały w tej rundzie, otrzymały prawo gry w II rundzie kwalifikacyjnej Ligi Europy UEFA.

### Podział na koszyki
Uwaga: Losowanie I rundy kwalifikacyjnej odbyło się przed zakończeniem rundy wstępnej, więc rozstawienia dokonano przyjmując założenie, że awans uzyska drużyna z najwyższym współczynnikiem w poprzedniej rundzie. W przypadku awansu, którejś z drużyn nierozstawionej, w I rundzie przejmuje ona współczynnik najwyżej rozstawionego rywala.
Oznaczenia:
| Drużyny, które awansowały z rundy wstępnej zachowując swój współczynnik. |

| Drużyny, które zaczęły rywalizację od I rundy eliminacyjnej. |

| Drużyny, które awansowały z rundy wstępnej, przejmując współczynnik rywala. |

| Grupa 1                | Grupa 1 |
| ---------------------- | ------- |
| Drużyny rozstawione    |         |
| Drużyna                | Wsp.    |
| Celtic                 | 34.000  |
| Legia Warszawa         | 17.000  |
| Ferencvárosi TC        | 9.000   |
| Drużyny nierozstawione |         |
| Drużyna                | Wsp.    |
| Djurgårdens IF         | 4.550   |
| Linfield F.C.          | 4.250   |
| KR                     | 2.500   |

| Grupa 2                   | Grupa 2 |
| ------------------------- | ------- |
| Drużyny rozstawione       |         |
| Drużyna                   | Wsp.    |
| FK Crvena zvezda          | 22.750  |
| Sheriff Tyraspol          | 12.750  |
| FK Sarajevo               | 4.750   |
| Drużyny nierozstawione    |         |
| Drużyna                   | Wsp.    |
| Fola Esch                 | 4.750   |
| Connah’s Quay Nomads F.C. | 3.250   |
| Europa FC                 | 2.750   |

| Grupa 3                | Grupa 3 |
| ---------------------- | ------- |
| Drużyny rozstawione    |         |
| Drużyna                | Wsp.    |
| Łudogorec Razgrad      | 26.000  |
| CFR Cluj               | 12.500  |
| Omonia Nikozja         | 5.350   |
| Drużyny nierozstawione |         |
| Drużyna                | Wsp.    |
| Budućnost Podgorica    | 4.250   |
| Ararat-Armenia         | 2.500   |
| Floriana FC            | 1.150   |

| Grupa 4                | Grupa 4 |
| ---------------------- | ------- |
| Drużyny rozstawione    |         |
| Drużyna                | Wsp.    |
| FK Astana              | 29.000  |
| Qarabağ FK             | 21.000  |
| Maccabi Tel Awiw       | 16.500  |
| Dinamo Tbilisi         | 4.750   |
| Drużyny nierozstawione |         |
| Drużyna                | Wsp.    |
| Dynama Brześć          | 3.775   |
| Riga FC                | 3.500   |
| KF Tirana              | 1.475   |
| Siłeks Kratowo         | 1.475   |

| Grupa 5                | Grupa 5 |
| ---------------------- | ------- |
| Drużyny rozstawione    |         |
| Drużyna                | Wsp.    |
| Molde FK               | 15.000  |
| Dundalk F.C.           | 8.500   |
| Slovan Bratysława      | 7.000   |
| Sūduva Mariampol       | 6.750   |
| Drużyny nierozstawione |         |
| Drużyna                | Wsp.    |
| Flora Tallinn          | 4.000   |
| KÍ Klaksvík            | 2.750   |
| NK Celje               | 2.600   |
| KuPS Kuopio            | 2.500   |

### Pary I rundy kwalifikacyjnej
| Drużyna 1                 | Wynik        | Drużyna 2         |
| ------------------------- | ------------ | ----------------- |
| Ferencvárosi TC           | 2:0          | Djurgårdens IF    |
| Celtic                    | 6:0          | KR                |
| Legia Warszawa            | 1:0          | Linfield F.C.     |
| Sheriff Tyraspol          | 2:0          | Fola Esch         |
| Connah’s Quay Nomads F.C. | 0:2          | FK Sarajevo       |
| FK Crvena zvezda          | 5:0          | Europa FC         |
| Budućnost Podgorica       | 1:3          | Łudogorec Razgrad |
| Ararat-Armenia            | 0:1 (dogr.)  | Omonia Nikozja    |
| Floriana FC               | 0:2          | CFR Cluj          |
| Maccabi Tel Awiw          | 2:0          | Riga FC           |
| Qarabağ FK                | 4:0          | Siłeks Kratowo    |
| Dinamo Tbilisi            | 0:2          | KF Tirana         |
| Dynama Brześć             | 6:3          | FK Astana         |
| Molde FK                  | 5:0          | KuPS Kuopio       |
| Flora Tallinn             | 1:1 (k. 2:4) | Sūduva Mariampol  |
| NK Celje                  | 3:0          | Dundalk F.C.      |
| KÍ Klaksvík               | 3:0 (wo.)    | Slovan Bratysława |

### Mecze
| 119 sierpnia 2020 | Ferencvárosi TC | 2:0   | Djurgårdens IF |                                                        |
| 20:00 CEST        | Nguen 33', 62'  | (1:0) |                | Groupama Aréna, Budapeszt Widzów: 0 Sędzia: Fedayi San |

| 218 sierpnia 2020 | Celtic                                                                                    | 6:0   | KR |                                                           |
| 20:45 CEST        | Elyounoussi 6', 90+1' · Adalsteinsson 17' (sam.) · Édouard 72' · Jullien 31' · Taylor 46' | (3:0) |    | Celtic Park, Glasgow Widzów: 0 Sędzia: Sebastian Gishamer |

| 318 sierpnia 2020 | Legia Warszawa | 1:0   | Linfield F.C. |                                                                      |
| 19:00 CEST        | Kanté 82'      | (0:0) |               | Stadion Wojska Polskiego, Warszawa Widzów: 0 Sędzia: Nicolas Laforge |

| 419 sierpnia 2020 | Sheriff Tyraspol      | 2:0   | Fola Esch |                                                          |
| 20:00 CEST        | Abang 36' · Lukić 80' | (1:0) |           | Stadion Sheriff, Tyraspol Widzów: 0 Sędzia: Balázs Berke |

| 519 sierpnia 2020 | Connah’s Quay Nomads F.C. | 0:2   | FK Sarajevo    |                                                                |
| 20:00 CEST        |                           | (0:1) | 16', 65' Tatar | Cardiff City Stadium, Cardiff Widzów: 0 Sędzia: Jamie Robinson |

| 618 sierpnia 2020 | FK Crvena zvezda                              | 5:0   | Europa FC |                                                                      |
| 21:00 CEST        | Ben Nabouhane 35', 44', 52' · Ivanić 78', 87' | (2:0) |           | Stadion Crvena zvezda, Belgrad Widzów: 0 Sędzia: Timotheos Christofi |

| 719 sierpnia 2020 | Budućnost Podgorica | 1:3   | Łudogorec Razgrad                        |                                                                |
| 20:00 CEST        | Ćuković 31'         | (1:2) | 12' Higinio · 25' Tchibota · 90+3' Cauly | Stadion Pod Goricom, Podgorica Widzów: 0 Sędzia: Ferenc Karakó |

| 819 sierpnia 2020 | Ararat-Armenia | 0:1 (pd.)       | Omonia Nikozja |                                                                                      |
| 17:00 CEST        |                | (0:0, 0:0, 0:1) | 94' Thiago     | Stadion Akademii Piłkarskiej w Erywaniu, Erywań Widzów: 0 Sędzia: Sebastian Colțescu |

| 919 sierpnia 2020 | Floriana FC | 0:2   | CFR Cluj                   |                                                               |
| 21:00 CEST        |             | (0:0) | 53' Cestor · 90+7' Golofca | Centenary Stadium, Ta’ Qali Widzów: 0 Sędzia: Laurent Kopriwa |

| 1019 sierpnia 2020 | Maccabi Tel Awiw          | 2:0   | Riga FC |                                                           |
| 19:00 CEST         | Blackman 58' (k), 88' (k) | (0:0) |         | Stadion Bloomfield, Tel Awiw Widzów: 0 Sędzia: Igor Pajač |

| 1118 sierpnia 2020 | Qarabağ FK                                  | 4:0   | Siłeks Kratowo |                                                                                   |
| 18:00 CEST         | Romero 11' · Guerrier 40', 51' · Emreli 80' | (2:0) |                | Stadion Republikański im. Tofiqa Bəhramova, Baku Widzów: 0 Sędzia: Jarosław Kozyk |

| 1219 sierpnia 2020 | Dinamo Tbilisi | 0:2   | KF Tirana                      |                                                                        |
| 19:00 CEST         |                | (0:1) | 45+4' Torassa · 86' Ismailgeci | Stadion im. Borisa Paiczadze, Tbilisi Widzów: 0 Sędzia: Roomer Tarajev |

| 1318 sierpnia 2020 | Dynama Brześć                                                       | 6:3   | FK Astana                                  |                                                               |
| 20:00 CEST         | Hardziejczuk 16', 22' · Pyachenin 17' · Sedko 37' · Diallo 55', 90' | (4:1) | 45' Tomasov · 47' Rotariu · 87' Bejsebekow | Stadion Dynama Brześć, Brześć Widzów: 0 Sędzia: Tomasz Musiał |

| 1419 sierpnia 2020 | Molde FK                                                               | 5:0   | KuPS Kuopio |                                                          |
| 18:00 CEST         | Hestad 26' · Eikrem 37' · Omoijuanfo 65' · Petersen 87' · Knudtzon 89' | (2:0) |             | Aker Stadion, Molde Widzów: 0 Sędzia: Bryn Markham-Jones |

| 1519 sierpnia 2020 | Flora Tallinn                                | 1:1 (pd.)               | Sūduva Mariampol                               |                                                            |
| 18:30 CEST         | Sappinen 49'                                 | (0:0, 1:1, 1:1, k. 2:4) | 78' (k) Topčagić                               | A. Le Coq Arena, Tallinn Widzów: 0 Sędzia: Nejc Kajtazović |
| 18:30 CEST         | · Vassiljev · Sappinen · Järvelaid · Soomets | Rzuty karne             | · Švrljuga · Šabala · Tadić · Pušić · Topčagić | A. Le Coq Arena, Tallinn Widzów: 0 Sędzia: Nejc Kajtazović |

| 1619 sierpnia 2020 | NK Celje                                  | 3:0   | Dundalk F.C. |                                                                                |
| 19:00 CEST         | Kerin 43' · Vizinger 89' · Dangubić 90+5' | (1:0) |              | Stadion im. Ferenca Szuszy, Budapeszt (Węgry) Widzów: 0 Sędzia: Vítor Ferreira |

| 1721 sierpnia 2020 | KÍ Klaksvík | 3:0 (wo.) | Slovan Bratysława |                                                          |
| 18:00 CEST         |             |           |                   | Djúpumýra, Klaksvík Widzów: 0 Sędzia: Kristoffer Hagenes |

## II runda kwalifikacyjna
Od tej rundy turniej kwalifikacyjny został podzielony na 2 części – dla mistrzów i niemistrzów poszczególnych federacji:
- do startu w II rundzie kwalifikacyjnej dla mistrzów uprawnionych było 20 drużyn (w tym 17 zwycięzców I rundy), z czego 10 było rozstawionych;
- do startu w II rundzie kwalifikacyjnej w ścieżce ligowej uprawnionych było 6 drużyn, z czego 3 były rozstawione.

Drużyny, które przegrały w tej rundzie, otrzymały prawo gry w III rundzie kwalifikacyjnej Ligi Europy UEFA.

### Podział na koszyki
Uwaga: Losowanie II rundy kwalifikacyjnej odbyło się przed zakończeniem I rundy kwalifikacyjnej, więc rozstawienia dokonano przyjmując założenie, że awans uzyska drużyna z najwyższym współczynnikiem w poprzedniej rundzie. W przypadku awansu, którejś z drużyn nierozstawionej, w II rundzie przejmuje ona współczynnik najwyżej rozstawionego rywala.
Oznaczenia:
| Drużyny, które awansowały z I rundy eliminacyjnej zachowując swój współczynnik. |

| Drużyny, które zaczęły rywalizację od II rundy eliminacyjnej. |

| Drużyny, które awansowały z I rundy eliminacyjnej, przejmując współczynnik rywala. |

Ścieżka mistrzowska:
| Grupa 1                | Grupa 1 |
| ---------------------- | ------- |
| Drużyny rozstawione    |         |
| Drużyna                | Wsp.    |
| Celtic                 | 34.000  |
| Dinamo Zagrzeb         | 33.500  |
| BSC Young Boys         | 25.500  |
| Drużyny nierozstawione |         |
| Drużyna                | Wsp.    |
| CFR Cluj               | 12.500  |
| Ferencvárosi TC        | 9.000   |
| KÍ Klaksvík            | 7.000   |

| Grupa 2                | Grupa 2 |
| ---------------------- | ------- |
| Drużyny rozstawione    |         |
| Drużyna                | Wsp.    |
| Legia Warszawa         | 17.000  |
| Maccabi Tel Awiw       | 16.500  |
| Molde FK               | 15.000  |
| Drużyny nierozstawione |         |
| Drużyna                | Wsp.    |
| NK Celje               | 8.500   |
| Sūduva Mariampol       | 6.750   |
| Omonia Nikozja         | 5.350   |

| Grupa 3                | Grupa 3 |
| ---------------------- | ------- |
| Drużyny rozstawione    |         |
| Drużyna                | Wsp.    |
| Dynama Brześć          | 29.000  |
| Łudogorec Razgrad      | 26.000  |
| FK Crvena zvezda       | 22.750  |
| Qarabağ FK             | 21.000  |
| Drużyny nierozstawione |         |
| Drużyna                | Wsp.    |
| FC Midtjylland         | 14.500  |
| Sheriff Tyraspol       | 12.750  |
| FK Sarajevo            | 4.750   |
| KF Tirana              | 4.750   |

Ścieżka ligowa:
| Drużyny rozstawione    |        |
| Drużyna                | Wsp.   |
| Beşiktaş JK            | 54.000 |
| Viktoria Pilzno        | 34.000 |
| Rapid Wiedeń           | 22.000 |
| Drużyny nierozstawione |        |
| Drużyna                | Wsp.   |
| PAOK FC                | 21.000 |
| AZ Alkmaar             | 18.500 |
| Lokomotiva Zagrzeb     | 4.975  |

### Pary II rundy kwalifikacyjnej
| Drużyna 1           | Wynik               | Drużyna 2           |
| Ścieżka mistrzowska | Ścieżka mistrzowska | Ścieżka mistrzowska |
| ------------------- | ------------------- | ------------------- |
| CFR Cluj            | 2:2 (k. 5:6)        | Dinamo Zagrzeb      |
| BSC Young Boys      | 3:1                 | KÍ Klaksvík         |
| Celtic              | 1:2                 | Ferencvárosi TC     |
| Sūduva Mariampol    | 0:3                 | Maccabi Tel Awiw    |
| Legia Warszawa      | 0:2 (dogr.)         | Omonia Nikozja      |
| NK Celje            | 1:2                 | Molde FK            |
| Łudogorec Razgrad   | 0:1                 | FC Midtjylland      |
| Dynama Brześć       | 2:1                 | FK Sarajevo         |
| Qarabağ FK          | 2:1                 | Sheriff Tyraspol    |
| KF Tirana           | 0:1                 | FK Crvena zvezda    |
| Ścieżka ligowa      |                     |                     |
| AZ Alkmaar          | 3:1 (dogr.)         | Viktoria Pilzno     |
| PAOK FC             | 3:1                 | Beşiktaş JK         |
| Lokomotiva Zagrzeb  | 0:1                 | Rapid Wiedeń        |

### Mecze
| 126 sierpnia 2020 | CFR Cluj                                                            | 2:2 (pd.)               | Dinamo Zagrzeb                                                        |                                                                                    |
| 20:00 CEST        | Pereira 64' · Debeljuh 90+3'                                        | (0:1, 2:2, 2:2, k. 5:6) | 14' Gojak · 78' Kastrati                                              | Stadion im. dr. Constantina Rădulescu, Kluż-Napoka Widzów: 0 Sędzia: António Nobre |
| 20:00 CEST        | · Paulo Vinícius · Đoković · Rondón · Sušić · Golofca · Deac · Boli | Rzuty karne             | · Petković · Leovac · Ademi · Stojanović · Gojak · Dilaver · Gvardiol | Stadion im. dr. Constantina Rădulescu, Kluż-Napoka Widzów: 0 Sędzia: António Nobre |

| 226 sierpnia 2020 | BSC Young Boys                           | 3:1   | KÍ Klaksvík    |                                                                     |
| 20:15 CEST        | Nsame 51' · Sulejmani 57' · Ngamaleu 82' | (0:0) | 79' Johannesen | Stade de Suisse Wankdorf, Berno Widzów: 0 Sędzia: Athanasios Tzilos |

| 326 sierpnia 2020 | Celtic       | 1:2   | Ferencvárosi TC      |                                                        |
| 20:45 CEST        | Christie 53' | (0:1) | 7' Sigér · 75' Nguen | Celtic Park, Glasgow Widzów: 0 Sędzia: Allard Lindhout |

| 426 sierpnia 2020 | Sūduva Mariampol | 0:3   | Maccabi Tel Awiw                           |                                                                        |
| 18:00 CEST        |                  | (0:1) | 30' Rikan · 73' Blackman · 90+2' Davidzada | Marijampolės futbolo arena, Mariampol Widzów: 0 Sędzia: Rade Obrenovič |

| 526 sierpnia 2020 | Legia Warszawa | 0:2 (pd.)       | Omonia Nikozja               |                                                                       |
| 20:00 CEST        |                | (0:0, 0:0, 0:1) | 92' (k.) Gómez · 107' Thiago | Stadion Wojska Polskiego, Warszawa Widzów: 0 Sędzia: Nathan Verboomen |

| 626 sierpnia 2020 | NK Celje   | 1:2   | Molde FK                |                                                       |
| 18:00 CEST        | Lotrič 38' | (1:0) | 57' Hussain · 74' James | Arena Petrol, Celje Widzów: 0 Sędzia: Jochem Kamphuis |

| 726 sierpnia 2020 | Łudogorec Razgrad | 0:1   | FC Midtjylland     |                                                          |
| 19:30 CEST        |                   | (0:0) | 78' Júnior Brumado | Łudogorec Arena, Razgrad Widzów: 0 Sędzia: Denys Shurman |

| 826 sierpnia 2020 | Dynama Brześć                | 2:1   | FK Sarajevo    |                                                                 |
| 20:00 CEST        | Hardziejczuk 3' · Diallo 49' | (1:1) | 34' Djokanović | Stadion Dynama Brześć, Brześć Widzów: 0 Sędzia: Loukas Sotiriou |

| 926 sierpnia 2020 | Qarabağ FK                  | 2:1   | Sheriff Tyraspol |                                                                                     |
| 18:00 CEST        | Matić 22' (k.) · Emreli 63' | (1:0) | 78' Castañeda    | Stadion Republikański im. Tofiqa Bəhramova, Baku Widzów: 0 Sędzia: Furkat Atazhanov |

| 1025 sierpnia 2020 | KF Tirana | 0:1   | FK Crvena zvezda |                                                              |
| 20:00 CEST         |           | (0:0) | 62' Tomané       | Air Albania Stadium, Tirana Widzów: 0 Sędzia: Kaspar Sjöberg |

| 1126 sierpnia 2020 | AZ Alkmaar                                     | 3:1 (pd.)       | Viktoria Pilzno |                                                      |
| 16:30 CEST         | Koopmeiners 90+5' (k.) · Guðmundsson 98', 118' | (0:0, 1:1, 2:1) | 78' Limberský   | AFAS Stadion, Alkmaar Widzów: 0 Sędzia: Luís Godinho |

| 1225 sierpnia 2020 | PAOK FC                     | 3:1   | Beşiktaş JK |                                                          |
| 20:00 CEST         | Tzolis 7', 24' · Pelkas 30' | (3:1) | 37' Larin   | Stadion Tumba, Saloniki Widzów: 0 Sędzia: Daniele Doveri |

| 1326 sierpnia 2020 | Lokomotiva Zagrzeb | 0:1   | Rapid Wiedeń |                                                                        |
| 19:00 CEST         |                    | (0:1) | 32' Kara     | Stadion Kranjčevićeva, Zagrzeb Widzów: 0 Sędzia: Juan Martínez Munuera |

## III runda kwalifikacyjna
W tej rundzie kwalifikacji utrzymany został podział na 2 ścieżki – mistrzowską i ligową:
- do startu w III rundzie kwalifikacyjnej dla mistrzów uprawnionych było 12 drużyn (w tym 10 zwycięzców II rundy), z czego 6 było rozstawionych;
- do startu w III rundzie kwalifikacyjnej w ścieżce ligowej uprawnionych było 8 drużyn (w tym 3 zwycięzców II rundy), z czego 4 było rozstawionych.

Drużyny, które przegrają w tej rundzie, otrzymały prawo gry w rundzie play-off Ligi Europy UEFA.

### Podział na koszyki
Oznaczenia:
| Drużyny, które awansowały z II rundy eliminacyjnej. |

| Drużyny, które zaczęły rywalizację od III rundy eliminacyjnej. |

| Ścieżka mistrzowska    | Ścieżka mistrzowska |
| ---------------------- | ------------------- |
| Drużyny rozstawione    |                     |
| Drużyna                | Wsp.                |
| Dinamo Zagrzeb         | 33.500              |
| BSC Young Boys         | 25.500              |
| FK Crvena zvezda       | 22.750              |
| Qarabağ FK             | 21.000              |
| Maccabi Tel Awiw       | 16.500              |
| Drużyny nierozstawione |                     |
| Drużyna                | Wsp.                |
| Molde FK               | 15.000              |
| FC Midtjylland         | 14.500              |
| Ferencvárosi TC        | 9.000               |
| Omonia Nikozja         | 5.350               |
| Dynama Brześć          | 3.775               |

| Ścieżka ligowa         | Ścieżka ligowa |
| ---------------------- | -------------- |
| Drużyny rozstawione    |                |
| Drużyna                | Wsp.           |
| SL Benfica             | 70.000         |
| Dynamo Kijów           | 55.000         |
| KAA Gent               | 39.500         |
| Drużyny nierozstawione |                |
| Drużyna                | Wsp.           |
| Rapid Wiedeń           | 22.000         |
| PAOK FC                | 21.000         |
| AZ Alkmaar             | 18.500         |

### Pary III rundy kwalifikacyjnej
| Drużyna 1           | Wynik               | Drużyna 2           |                     |                     |                     |
| Ścieżka mistrzowska | Ścieżka mistrzowska | Ścieżka mistrzowska | Ścieżka mistrzowska | Ścieżka mistrzowska | Ścieżka mistrzowska |
| ------------------- | ------------------- | ------------------- | ------------------- | ------------------- | ------------------- |
| Ferencvárosi TC     | 2:1                 | Dinamo Zagrzeb      |                     |                     |                     |
| Qarabağ FK          | 0:0 (k. 5:6)        | Molde FK            |                     |                     |                     |
| Omonia Nikozja      | 1:1 (k. 4:2)        | FK Crvena zvezda    |                     |                     |                     |
| FC Midtjylland      | 3:0                 | BSC Young Boys      |                     |                     |                     |
| Maccabi Tel Awiw    | 1:0                 | Dynama Brześć       |                     |                     |                     |
| Ścieżka ligowa      |                     |                     |                     |                     |                     |
| PAOK FC             | 2:1                 | SL Benfica          |                     |                     |                     |
| Dynamo Kijów        | 2:0                 | AZ Alkmaar          |                     |                     |                     |
| KAA Gent            | 2:1                 | Rapid Wiedeń        |                     |                     |                     |

### Mecze
| 116 września 2020 | Ferencvárosi TC            | 2:1   | Dinamo Zagrzeb   |                                                            |
| 19:00 CEST        | Lovrencsics 2' · Uzuni 65' | (1:1) | 23' (sam.) Uzuni | Groupama Aréna, Budapeszt Widzów: 0 Sędzia: Tobias Stieler |

| 216 września 2020 | Qarabağ FK                                                       | 0:0 (pd.)               | Molde FK                                                           |                                                             |
| 19:00 CEST        |                                                                  | (0:0, 0:0, 0:0, k. 5:6) |                                                                    | AEK Arena, Larnaka (Cypr) Widzów: 0 Sędzia: Srđan Jovanović |
| 19:00 CEST        | · Matić · Medvedev · Andrade · Medina · Magomedaliyev · Hüseynov | Rzuty karne             | · Omoijuanfo · Aursnes · Hestad · Christensen · Ellingsen · Haugen | AEK Arena, Larnaka (Cypr) Widzów: 0 Sędzia: Srđan Jovanović |

| 316 września 2020 | Omonia Nikozja                     | 1:1 (pd.)               | FK Crvena zvezda                                |                                                       |
| 17:00 CEST        | Lüftner 31'                        | (1:1, 1:1, 1:1, k. 4:2) | 45+1' Ivanić                                    | Stadion GSP, Nikozja Widzów: 0 Sędzia: Chris Kavanagh |
| 17:00 CEST        | · Gómez · Gomes · Asante · Lecjaks | Rzuty karne             | · Gavrić · Ben Nabouhane · Falcinelli · Degenek | Stadion GSP, Nikozja Widzów: 0 Sędzia: Chris Kavanagh |

| 416 września 2020 | FC Midtjylland                             | 3:0   | BSC Young Boys |                                                     |
| 20:30 CEST        | Lefort 51' (sam.) · Dreyer 62' · Mabil 84' | (0:0) |                | MCH Arena, Herning Widzów: 0 Sędzia: Georgi Kabakow |

| 516 września 2020 | Maccabi Tel Awiw | 1:0   | Dynama Brześć |                                                             |
| 19:00 CEST        | Biton 50' (k.)   | (0:0) |               | Stadion Bloomfield, Tel Awiw Widzów: 0 Sędzia: Davide Massa |

| 615 września 2020 | PAOK FC                       | 2:1   | SL Benfica |                                                       |
| 20:00 CEST        | Giannoulis 63' · Živković 75' | (0:0) | 90+4' Rafa | Stadion Tumba, Saloniki Widzów: 0 Sędzia: Felix Brych |

| 715 września 2020 | Dynamo Kijów                   | 2:0   | AZ Alkmaar |                                                                     |
| 19:00 CEST        | Rodrigues 49' · Szaparenko 86' | (0:0) |            | Stadion Olimpijski w Kijowie, Kijów Widzów: 0 Sędzia: Orel Grinfeld |

| 815 września 2020 | KAA Gent                       | 2:1   | Rapid Wiedeń |                                                          |
| 19:00 CEST        | Dorsch 36' · Jaremczuk 59' (k) | (1:0) | 90+3' Demir  | Ghelamco Arena, Gandawa Widzów: 0 Sędzia: Andreas Ekberg |

## Runda play-off
W tej rundzie kwalifikacji utrzymany został podział na 2 ścieżki – mistrzowską i ligową:
- do startu w rundzie play-off w ścieżce mistrzowskiej uprawnionych zostało 8 drużyn (w tym 6 zwycięzców III rundy), z czego 4 było rozstawionych;
- do startu w rundzie play-off w ścieżce ligowej uprawnione były 4 drużyny (zwycięzcy III rundy), z czego 2 były rozstawione.

Drużyny, które przegrały w tej rundzie, otrzymały prawo gry w fazie grupowej Ligi Europy UEFA.

### Podział na koszyki
Uwaga: Losowanie rundy play-off odbyło się przed zakończeniem III rundy kwalifikacyjnej, więc rozstawienia dokonano przyjmując założenie, że awans uzyska drużyna z najwyższym współczynnikiem w poprzedniej rundzie. W przypadku awansu, którejś z drużyn nierozstawionej, w rundzie play-off przejmuje ona współczynnik najwyżej rozstawionego rywala.
Oznaczenia:
| Drużyny, które awansowały z III rundy eliminacyjnej zachowując swój współczynnik. |

| Drużyny, które zaczęły rywalizację od rundy play-off. |

| Drużyny, które awansowały z III rundy eliminacyjnej, przejmując współczynnik rywala. |

| Ścieżka mistrzowska    | Ścieżka mistrzowska |
| ---------------------- | ------------------- |
| Drużyny rozstawione    |                     |
| Drużyna                | Wsp.                |
| Red Bull Salzburg      | 53.500              |
| Olympiakos SFP         | 43.000              |
| Ferencvárosi TC        | 33.500              |
| Slavia Praga           | 27.500              |
| Drużyny nierozstawione |                     |
| Drużyna                | Wsp.                |
| FC Midtjylland         | 25.000              |
| Omonia Nikozja         | 22.750              |
| Molde FK               | 21.000              |
| Maccabi Tel Awiw       | 16.500              |

| Ścieżka ligowa         | Ścieżka ligowa |
| ---------------------- | -------------- |
| Drużyny rozstawione    |                |
| Drużyna                | Wsp.           |
| PAOK FC                | 70.000         |
| Dynamo Kijów           | 55.000         |
| Drużyny nierozstawione |                |
| Drużyna                | Wsp.           |
| KAA Gent               | 39.500         |
| FK Krasnodar           | 35.500         |

### Pary rundy play-off
| Drużyna 1                            | Wynik dwumeczu      | Drużyna 2           | Pierwszy mecz       | Drugi mecz          |                     |
| Ścieżka mistrzowska                  | Ścieżka mistrzowska | Ścieżka mistrzowska | Ścieżka mistrzowska | Ścieżka mistrzowska | Ścieżka mistrzowska |
| ------------------------------------ | ------------------- | ------------------- | ------------------- | ------------------- | ------------------- |
| Slavia Praga                         | 1:4                 | FC Midtjylland      | 0:0                 | 1:4                 |                     |
| Maccabi Tel Awiw                     | 2:5                 | Red Bull Salzburg   | 1:2                 | 1:3                 |                     |
| Olympiakos SFP                       | 2:0                 | Omonia Nikozja      | 2:0                 | 0:0                 |                     |
| Molde FK                             | 3:3 (br. wyj.)      | Ferencvárosi TC     | 3:3                 | 0:0                 |                     |
| Ścieżka ligowa                       |                     |                     |                     |                     |                     |
| FK Krasnodar                         | 4:2                 | PAOK FC             | 2:1                 | 2:1                 |                     |
| KAA Gent                             | 1:5                 | Dynamo Kijów        | 1:2                 | 0:3                 |                     |
| Po lewej gospodarz pierwszego meczu. |                     |                     |                     |                     |                     |

### Pierwsze mecze
| 122 września 2020 | Slavia Praga | 0:0   | FC Midtjylland |                                                       |
| 21:00 CEST        |              | (0:0) |                | Synot Tip Aréna, Praga Widzów: 0 Sędzia: Cüneyt Çakır |

| 222 września 2020 | Maccabi Tel Awiw | 1:2   | Red Bull Salzburg                 |                                                               |
| 21:00 CEST        | Biton 10'        | (1:0) | 50' (k.) Szoboszlai · 58' Okugawa | Stadion Bloomfield, Tel Awiw Widzów: 0 Sędzia: Michael Oliver |

| 323 września 2020 | Olympiakos SFP                     | 2:0   | Omonia Nikozja |                                                                            |
| 21:00 CEST        | Valbuena 69' (k.) · El-Arabi 90+2' | (0:0) |                | Stadion im. Jeorjosa Karaiskakisa, Pireus Widzów: 0 Sędzia: Danny Makkelie |

| 423 września 2020 | Molde FK                                     | 3:3   | Ferencvárosi TC                         |                                                               |
| 21:00 CEST        | James 55' · Wolff Eikrem 65' · Ellingsen 83' | (0:1) | 7' Boli · 52' Uzuni · 87' (k.) Charatin | Aker Stadion, Molde Widzów: 0 Sędzia: Carlos del Cerro Grande |

| 522 września 2020 | FK Krasnodar                    | 2:1   | PAOK FC    |                                                                  |
| 21:00 CEST        | Claesson 40' (k.) · Cabella 71' | (1:1) | 33' Pelkas | Stadion FK Krasnodar, Krasnodar Widzów: 0 Sędzia: Clément Turpin |

| 623 września 2020 | KAA Gent        | 1:2   | Dynamo Kijów              |                                                          |
| 21:00 CEST        | Kleindienst 41' | (1:1) | 9' Supriaha · 79' De Pena | Ghelamco Arena, Gandawa Widzów: 0 Sędzia: Ovidiu Hațegan |

### Rewanże
| 130 września 2020 | FC Midtjylland                                         | 4:1   | Slavia Praga |                                                    |
| 21:00 CEST        | Kaba 65' · Scholz 84' (k.) · Onyeka 88' · Dreyer 90+1' | (0:1) | 3' Olayinka  | MCH Arena, Herning Widzów: 0 Sędzia: Damir Skomina |

| 230 września 2020 | Red Bull Salzburg                     | 3:1   | Maccabi Tel Awiw |                                                               |
| 21:00 CEST        | Daka 16', 68' · Szoboszlai 45+4' (k.) | (2:1) | 30' Karcew       | Red Bull Arena, Wals-Siezenheim Widzów: 0 Sędzia: Felix Brych |

| 329 września 2020 | Omonia Nikozja | 0:0   | Olympiakos SFP |                                                            |
| 21:00 CEST        |                | (0:0) |                | Stadion GSP, Nikozja Widzów: 0 Sędzia: Antonio Mateu Lahoz |

| 429 września 2020 | Ferencvárosi TC | 0:0   | Molde FK |                                                           |
| 21:00 CEST        |                 | (0:0) |          | Groupama Aréna, Budapeszt Widzów: 0 Sędzia: Björn Kuipers |

| 530 września 2020 | PAOK FC         | 1:2   | FK Krasnodar                         |                                                          |
| 21:00 CEST        | El Kaddouri 77' | (0:0) | 73' (sam.) Michailidis · 78' Cabella | Stadion Tumba, Saloniki Widzów: 0 Sędzia: Daniele Orsato |

| 629 września 2020 | Dynamo Kijów                                        | 3:0   | KAA Gent |                                                                        |
| 21:00 CEST        | Bujalski 9' · De Pena 36' (k.) · Rodrigues 49' (k.) | (2:0) |          | Stadion Olimpijski w Kijowie, Kijów Widzów: 0 Sędzia: Szymon Marciniak |